# Pseudechinus grossularia
Pseudechinus grossularia är en sjöborreart som först beskrevs av Studer 1880.  Pseudechinus grossularia ingår i släktet Pseudechinus och familjen Temnopleuridae. Inga underarter finns listade i Catalogue of Life.